# 北川悌二
北川 悌二（きたがわ ていじ、1914年7月2日- 1984年12月16日）は、日本の英文学者。

## 人物・来歴
東京生まれ。1938年東京帝国大学文学部英文科卒。旧制松本高等学校教授、旧・東京都立大学助教授を経て、東京大学教養学部教授、1975年定年、立正大学教授、獨協大学教授。
エリザベス朝演劇からサマセット・モーム、チャールズ・ディケンズ、ハーマン・メルヴィルなど幅広く翻訳した。

## 著書
- 『英語 新制高等学校』明修社 1949
- 『マーロウ研究』研究社出版 1964
- 『ジョン・ウェブスター研究』北星堂書店 1972
- 『モービー・ディック辞典』北星堂書店 1981

### 共著
- 『詳説英文解釈』牧雅夫共著 向上社 1957
- 『詳説英文法』牧雅夫共著 向上社 1959
- 『イギリス文学史大系 一 16世紀』土方辰三、多田幸蔵共著 東京大学出版会 1960

### 翻訳
- サマセット・モーム『愛の勝利』三笠書房 1956
- サマセット・モーム『初恋』三笠書房 1957
- ジーン・ウエブスター『あしながおじさん、続あしながおじさん』世界若草文学全集 三笠書房 1959
- メルヴィル『バートルビー』南雲堂、1960。他に「船乗りビリー・バッド」原田敬一訳
- バートランド・ラッセル『事実と虚構』音羽書房 1962
- A・ハックスリィ『平和主義者の道』南雲堂英和対訳学生文庫、1962
- シェイクスピア「ヴェロナの二紳士」世界古典文学全集 筑摩書房 1964
- マーガレット・ケネディ『永遠の処女』三笠書房 1965
- シェイクスピア「ジョン王」 世界古典文学全集、筑摩書房、1966
- ディケンズ『オリヴァ・トウイスト』三笠書房 1968 / 角川文庫 上下、改版2006
- トマス・ナッシュ『悲運の旅人』多田幸蔵共訳 北星堂書店 1969
- トマス・デカー『しゃれ者いろは帳』北星堂書店 1969
- トマス・ナッシュ『文なしピアスが悪魔への嘆願』多田幸蔵共訳 北星堂書店 1970
- ディケンズ『クリスマス・キャロル』三笠書房 1971 / 講談社文庫 1972
- ディケンズ『ピクウィック・クラブ』三笠書房 1971 / ちくま文庫 全3巻 1990
- サマセット・モーム『月と六ペンス』講談社文庫 1972
- ディケンズ『骨董屋』三笠書房 1973 / ちくま文庫 上下 1989
- トマス・ロッジ『ロザリンド』北星堂書店 1973
- モーム『人間の絆』講談社文庫 上下、1973
- ディケンズ『マーティン・チャズルウィット』三笠書房 1974 / ちくま文庫 全3巻 1993
- パール・バック『大地』潮文庫 1974
- ロバート・ロリン・コールダー『W.サマセット・モームと自由の探求』北星堂書店 1976
- サミュエル・バトラー『万人の道』旺文社文庫 1977
- 『リア王年代記』北星堂書店 1978
- サマセット・モーム『雨・赤毛』講談社文庫 1978
- モーム『ライザの初恋』講談社文庫 1979
- アーサー・ブルック『ロウミアスとジューリエット』北星堂書店 1979

## Web上の関連テキスト
- バートランド・ラッセル(著),北川悌二(訳)『事実と虚構』訳者あとがき (音羽書房,1962年７月 194pp.) ]